# Poliodes
Poliodes is een geslacht van vlinders uit de onderfamilie Smerinthinae van de familie pijlstaarten (Sphingidae).

## Soorten
- Poliodes roseicornis Rothschild & Jordan, 1903